# Trichocidium
× Trichocidium, (abreviado Trcdm.) en el comercio, Es un híbrido intergenérico que se produce entre los géneros de orquídeas Oncidium y Trichocentrum (Onc. x Trctm.).